# Romanița Ionescu
Romanița Ionescu (n. 7 aprilie 1977, Constanța) este o actriță română de teatru și film.

## Studii
Romanița Ionescu a studiat la Universitatea Națională de Artă Teatrală și Cinematografică Ion Luca Caragiale, secția Actorie, clasa profesorului Florin Zamfirescu (promoția 2000).

## Activitate profesională
Romanița Ionescu este angajată a Teatrului Național din Craiova (începând din anul 2000).

### Roluri în teatru
- Studioul Casandra București: Mașa, din „Trei surori“ de A.P. Cehov, regia Florin Zamfirescu (anul 2000)
- Teatrul Național Craiova: Beatrice, din „Carnavalul bîrfelor“ de C. Goldoni, regia Vlad Mugur (anul 2000)
- Teatrul Național Craiova: Lise, din „Cumetrele“ de Michel Tremblay, regia Petre Bokor (anul 2000)
- Teatrul Național Craiova: Sarah Tansey, din „Năzdrăvanul occidentului“ de Synge, regia Laszlo Bocsardy (anul 2001)
- Teatrul Național Craiova: Ea, din „Frumoasa călătorie a urșilor panda, povestita de un saxofonist care avea o iubită la Frankfurt“ de Matei Vișniec, regia Mircea Cornișteanu (anul 2001)
- Teatrul Național Craiova: Gabriela, din „Somnoroasa aventură“ de D. Mazilu, regia Ștefan Iordănescu (anul 2002)
- Teatrul Act București: May, din „Full For Love“ de Sam Shepard, regia Carmen Lidia Vidu (anul 2003)
- Teatrul Național Craiova: Umbra, Femeia de Serviciu, Statuia, din „Crima sângeroasă din stațiunea violetelor“ de Dumitru Crudu, regia Puiu Șerban (anul 2003)
- Teatrul Național Craiova: Viola, din „Cum doriți, sau noaptea de la spartul târgului“ după William Shakespeare, regia Silviu Purcărete (anul 2004)
- Teatrul Național Craiova: Eliza, din „Avarul“ de Molière, regia Laszlo Bocsardy (anul 2004)
- Expoziția Internațională 2005 Aichi - Nagoya, Japonia: Doamna Smith, din „Cântăreața cheală“ de Eugen Ionescu, regia Dragoș Galgoțiu (anul 2005)
- Teatrul Național Craiova: Varia, din „Livada de vișini“ de A.P. Cehov, regia Alexa Visarion (anul 2006)
- Teatrul Național Craiova: Dorina, din „Există nervi“ de Marin Sorescu, regia Kincses Elemer (anul 2007)
- Teatrul Național Craiova: Luise, din „Cele doua orfeline“[nefuncțională – arhivă]
, musical de Eugen Mirea, după romanul lui Adoplphe d’Ennery, regia George Ivașcu (anul 2007)
- Teatrul Național Craiova: Julieta, din „Masură pentru masură“ de William Shakespeare, regia Silviu Purcărete (anul 2008)
- Festivalul Național de Teatru (București): Betsi, din „Paraziții” Arhivat în 3 martie 2009, la Wayback Machine., de Marius von Mayenburg, regia și scenografia: Sorin Militaru, (8 noiembrie 2008)

### Roluri în filme
- Eva Hecht, în Binecuvântată fii, închisoare, regia Nicolae Mărgineanu (anul 2001)
- Gina, în „Tancul“, regia Andrei Enache (anul 2002)
- Sarah, în „Wild Dogs“, regia Tom Fitzgerald - Canada (anul 2002)
- Necunoscuta, în „Îngerul necesar“, regia Gheorghe Preda (anul 2004)
- La Bella, în „Il sacrificcio“, regia Michel Ferraro - Italia (anul 2004)
- Prostituata Vampir, în „Blood Rayne“, regie internațională (anul 2004)

#### Roluri în filme de Televiziune
- Luminița, în serialul „Inimă de țigan“, regia Iura Luncașu - postul Acasă Tv (anul 2007)